# William P. Sullivan
Pour les articles homonymes, voir Sullivan.
William P. Sullivan est le PDG de la société Agilent depuis mars 2005.

## Biographie
William P. Sullivan est né en 1949 à Yakima (Washington) et a fait ses études à l’Université de Californie à Davis.
Il rejoint la société Hewlett-Packard en 1976 où il est promu directeur général de la division optique en 1995.
De mars 2002 à mars 2005, M. Sullivan est Vice-président et responsable opérationnel de la société Agilent,.